# 吸入器
吸入器（きゅうにゅうき）とは、主に呼吸器系の疾患を持つ患者が薬剤の吸入をしたり、スチームの吸入をしたりすることで、その症状の緩和を図る医療機器である。
用途または構造によりネブライザーとスチーム吸入器とに大別でき、どちらも吸入器と呼ばれることがある。
医院・病院など医療施設で用いる医家向けの大型の吸入器もあるが、ここでは主に家庭用のものについて述べる。

## 定量吸入器

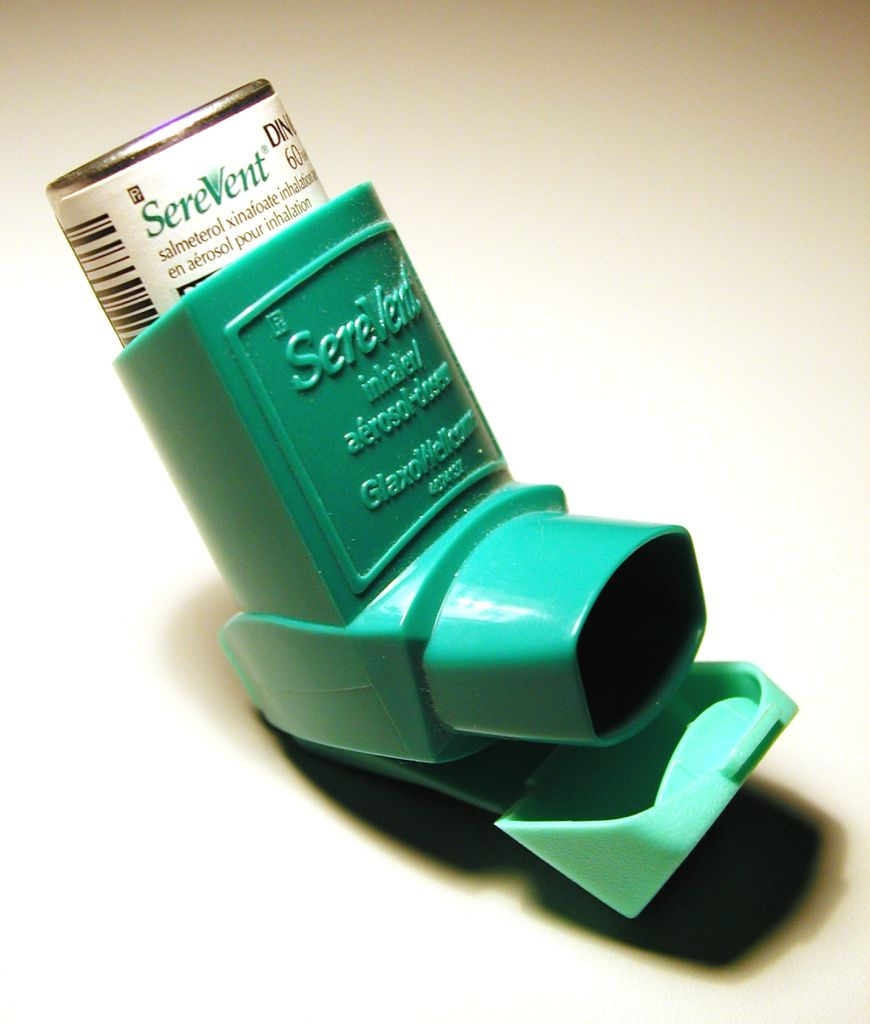
定量吸入器 (MDI)

定量吸入器（英: Metered-dose inhaler）は、最も一般的なタイプの吸入器で、3つの標準コンポーネント（金属ボンベ、プラスチックアクチュエーター、および計量バルブ）で構成される、加圧式定量吸入器（英: metered-dose inhaler, MDI）。英国ブラックバーンに本拠を置くH＆T Presspartは、金属ボンベおよびアクチュエータ部品を供給しており、世界医薬品市場の75％以上を占める。計量バルブは、AptarやCosterなど多くの企業から供給されている。 MDIでは、薬物は通常、噴射剤を含む加圧ボンベ内の溶液に保存されているが、懸濁液の場合もある。MDI容器は、プラスチック製の手動アクチュエータに取り付けられている。操作すると、定量吸入器はエアロゾルの形で一定量の薬剤を放出する。 MDIを使用するための正しい手順は、最初に完全に息を吐き、デバイスのマウスピースを口に入れ、中程度の速度で吸い始めたときに、キャニスターを押し下げ、薬を放出する。エアロゾル化された薬剤は、深く吸い込むことで肺に引き込まれ、10秒間息を止めることで、気管支壁や肺の他の気道にエアロゾルが定着する。一部の吸入器は、喘息発作の場合に即座に薬効を示すために、他の吸入器はゆっくりと薬効を示す。

## ドライパウダー吸入器

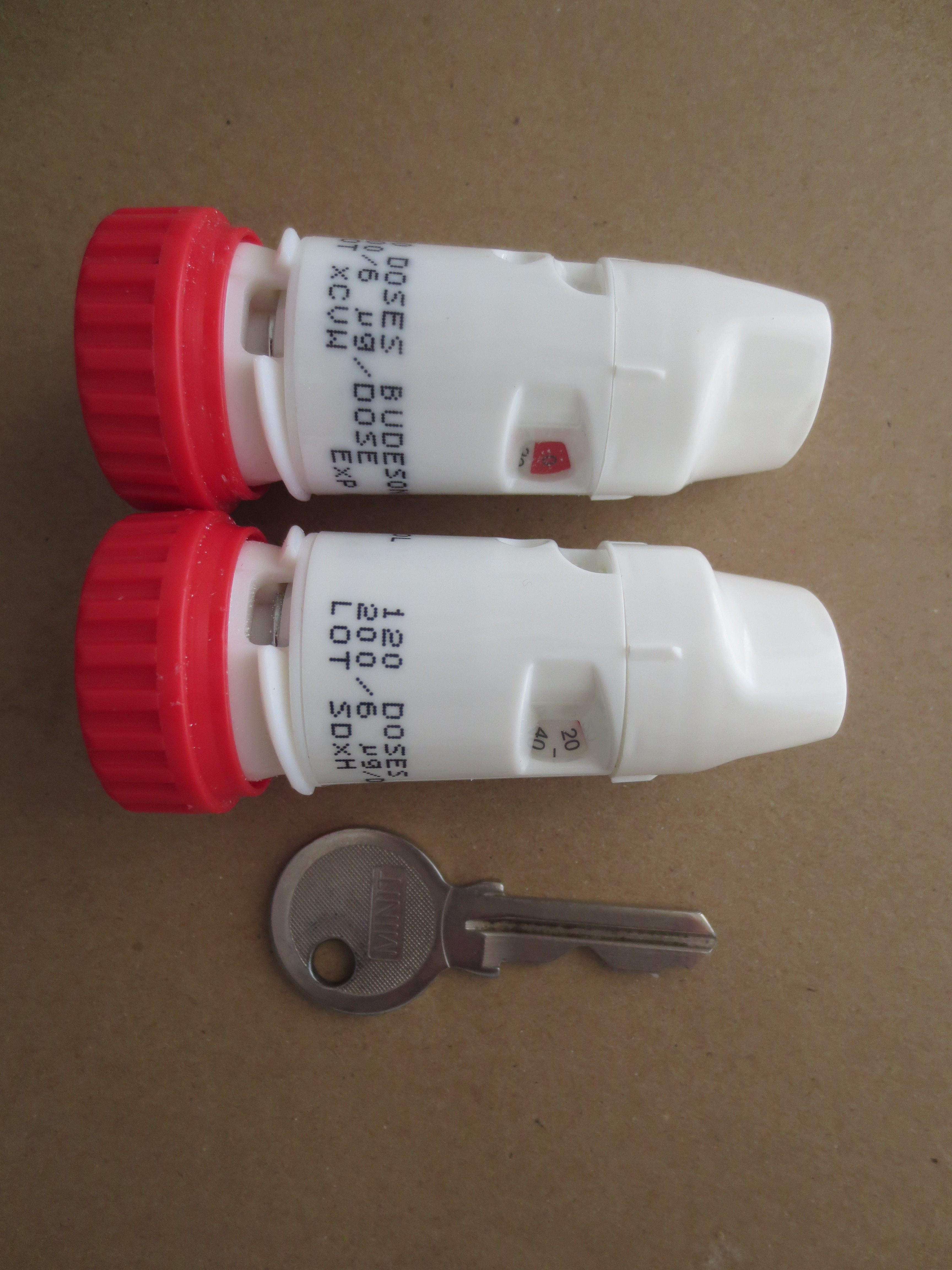
ドライパウダー吸入器のチューブヘラータイプ（家の鍵は大きさ比較）。残りの吸入回数が表示される。

ドライパウダー吸入器 (DPI) は、定量または設定量のドライパウダー状医薬品を吸入するための装置。

## ネブライザー

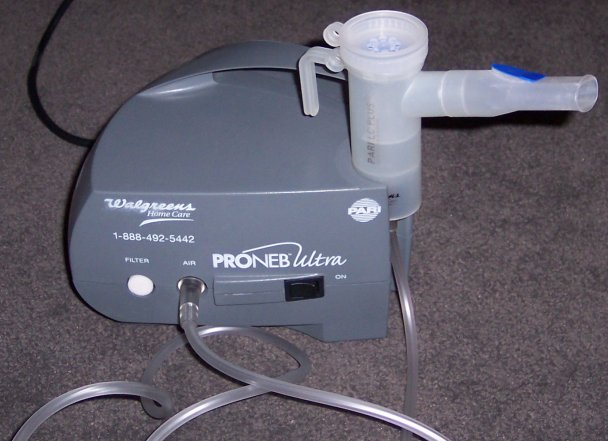
ネブライザー

ネブライザー（英: Nebulizer）とは、喘息の患者が薬剤を経口吸入するための器具である。パウダーの薬剤を吸入するための補助用具も吸入器と呼ぶことがあるが、ネブライザーは液体の薬剤を霧状にし噴霧する装置である。もともと医療施設で用いる大型の装置であったが、家庭用の小型なもの（卓上サイズ）のみならず、電池で駆動できる携帯用の超小型なものも市販されるようになっている。近年では海外から輸入された製品も多く出回ってきている。
下気道にスムーズに吸入され、薬剤が組織に沈着するように、液滴の径は細かく、かつ適切なサイズになるように設定されている。
ジェット式と呼ばれる方式と超音波式とがあり、前者は高速の空気流を利用して霧吹きの原理で細かな液滴を作り出すもの、後者は超音波を薬液に照射することで薬液を霧化（液滴化）するものであり、それら液滴をファンによる風にのせて噴霧する。ジェット式は強力な空気流を作り出すための圧縮ポンプなどが必要なため、それほど小型にはできない。しかし、超音波式は小型にできるメリットがあり、携帯用ネブライザーに採用されている。液滴の径が細かすぎるということもあり、それを改良したメッシュ式というものもある。
いずれも、使用にあたっては医師に相談し、その指導のもとに用いる。
これら家庭用のものではなく、医家向けの器具としてのネブライザーは上気道（鼻や咽喉）の疾病の治療にも用いられる。

## スチーム吸入器
ネブライザーが薬剤の噴霧専用であるのに対し、これはスチームの噴霧を専門にする装置である。カゼや声の出しすぎ、タバコの吸いすぎなどでノドが痛いとき、または花粉症やアレルギー性鼻炎などの鼻の症状を緩和させる目的で用いられることが多い。
これもネブライザー同様、構造としてはジェット式と超音波式がある。ただし、ほとんどの器具がジェット式であるためか、実際にはジェット式との名称は用いられていない。また、噴霧のための空気流を作り出すためのポンプやファンは用いられておらず、圧力鍋のような密閉容器（ボイラータンク）で湯を沸かすことによってできる高圧の水蒸気を利用している。その熱い水蒸気流によって、別体の容器（同一の容器のものもあった）に入れられた水を吸い上げて噴霧し、適温のスチームを作り出す（よって、スチームとはいっても、言葉通りの「湯気」ではない）。過去には現在のような電熱を利用したものではなく、アルコールランプを熱源とした製品もあった。
いっぽうの超音波式は、超音波振動子によって破砕された液滴（霧）を、ファンの風にのせて噴霧する。ただし、その霧は噴霧される前に電熱ヒーターによって適温に温められる。温熱ネブライザーとも言う。
メーカーによっては、自社の製品（吸入器）をスチーム式（ボイラー式）と超音波式と呼び分けていることもある。
経口吸入専用の（喘息患者用）ネブライザーとは異なり、鼻で吸入することもあるため、噴出の向きを変えるなど噴霧口にメーカー独自の工夫がなされたものがある。2007年現在は生産終了となっているが、過去の製品には鼻吸入専用のものもあった。
いずれも薬液の吸入には適さない。また、喘息患者が発作時に用いるのも不適当であるとされる（水の吸入はさらに発作を誘発することがあるため。使う場合は医師に相談が必要）。
医家向けのスチーム吸入器としては、やや大型の京大式吸入器がよく用いられてきた（上記のボイラーを用いたジェット式である）。鼻向けとしては局所温熱治療器リノセルムという装置がある。

### スチーム吸入器の効果
薬剤ではないスチームが疾病症状または不快感の緩和に有効な理由はいくつか考えられている。それは、たとえば単純に乾燥した喉や鼻を潤す効果である。また、患部を適温に温めることによって血流をさかんにし、炎症などを早く鎮める、免疫力などが上昇する、菌やウイルスを滅菌したり洗い流すなどのこともいわれている。
特にアレルギー性鼻炎（花粉症）に対しては、43度のスチームが効果的であるといわれてきたが、38度のスチームでも効果があることが確認されている。43度のスチームはアレルギー症状を起こすケミカルメディエーターであるヒスタミンが、肥満細胞から遊離するのをよく抑えるといわれてきたが、いくつかの実験研究により、効果があるのはそれだけの理由ではないと考えられている。
そのアレルギー性鼻炎（花粉症）の鼻症状の緩和は、スチーム吸入後１時間程度は持続し、主に鼻閉（鼻詰まり）の改善に効果があるが、鼻汁（鼻水）等も抑制することがわかっている。ただし、その改善の度合いは低く（花粉症日記上のスコアで1段階程度）、効果がないばかりか反跳作用として症状悪化がみられる場合もある。しかしながら、薬剤を用いないため、妊婦などの花粉症の治療として第一選択になる。局所温熱療法という。
噴霧するスチームは、真水であっても副作用などはないとされるが、生理食塩水であることが望ましい（水道水で吸入をすると刺激を感じたりむせたりすることがあるが、その場合も、生理食塩水で吸入を行うとよいとされる）。しかしながら、器具によっては食塩水は使えないとの注意がなされているものもある。使用後に食塩の結晶ができて、ノズル等を詰まらせるからだとされる。

## その他の吸入器
スチーム式加湿器のような構造で、少量の湯を沸かして湯気を吸う美顔機兼用のものも市販されている（海外の製品には兼用ではない吸入専用のものもある。日本にも輸入・販売されている）。また、加湿器兼用のものもある。日本では市販されていないが、海外では大きなマグカップ様の容器に湯を注ぎ、吸入マスク付きのふたをつけて湯気を吸入する器具もある。いずれも、上記のスチーム吸入器に比して、スチームの量は少ない。また、この装置が出すスチームは文字通りの湯気であるので、生理食塩水などの使用は意味がない。
外部動力を用いない吸入器として、粉末の薬剤を吸入するものがある。グラクソ・スミスクラインの「アドエア」等。このタイプは規定の回数吸入したら容器ごと破棄する使い捨て式でもある。
また、現在では市販されていないが、小型電動ポンプを用いたスプレー式のものや超音波を利用した携帯用吸入器もあった。これらは水を噴霧しているだけであり、温かいスチームが出てくるわけではない。